# Libro de Judit

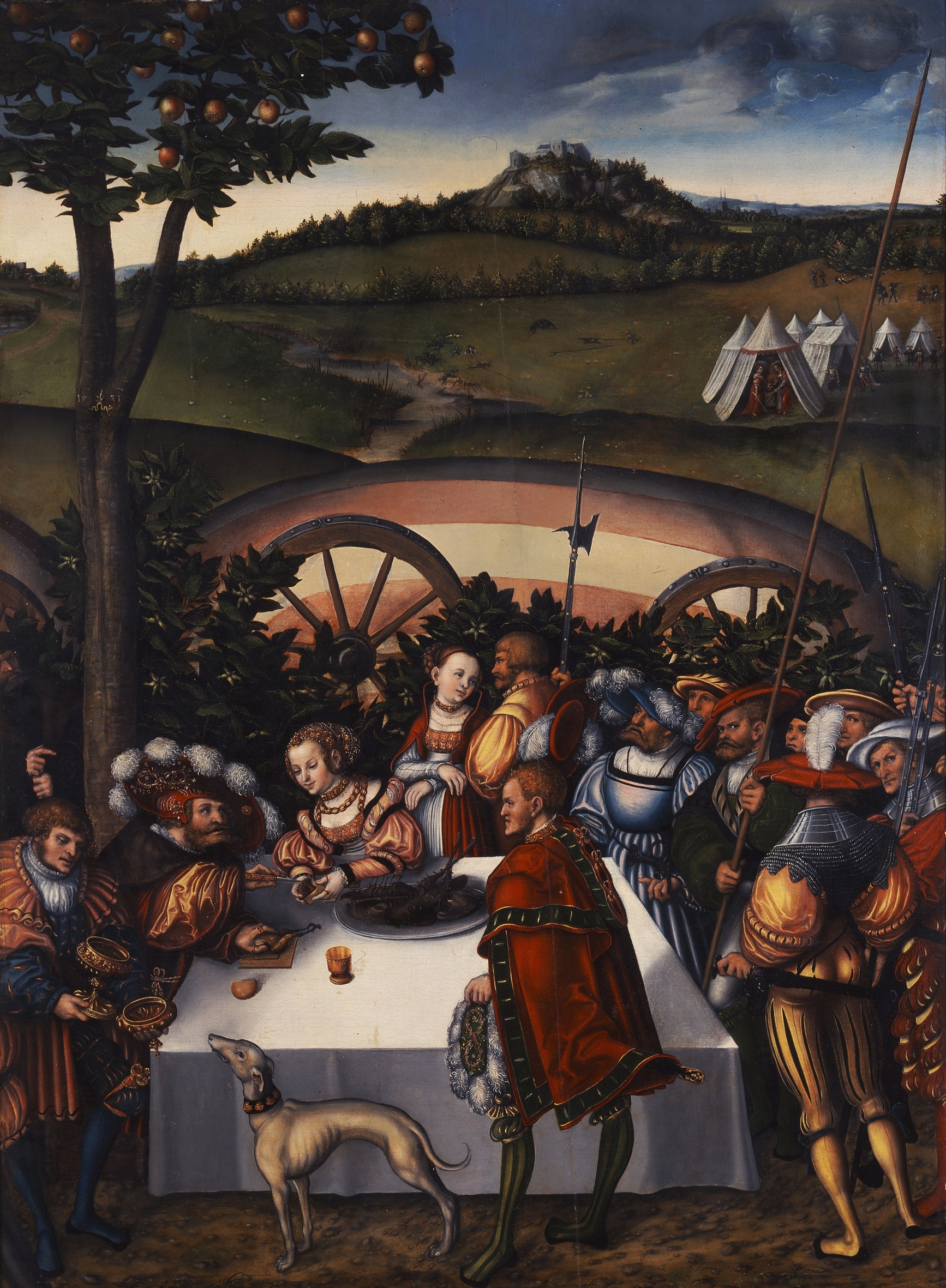
Judit a la mesa de Holofernes (óleo de Lucas Cranach el Viejo,).

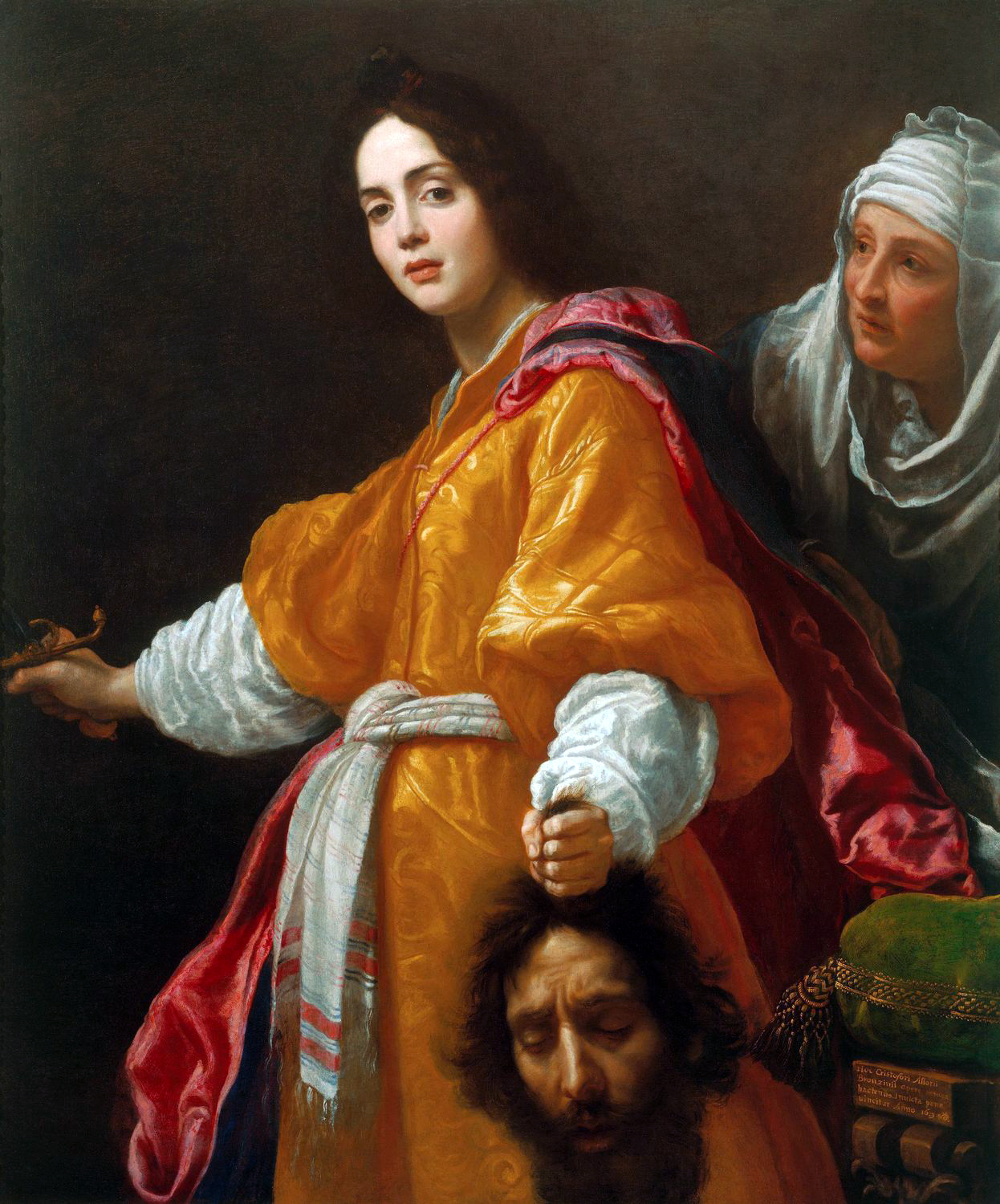
Judith con la cabeza de Holofernes, por Cristofano Allori, 1613 (Royal Collection, Londres)

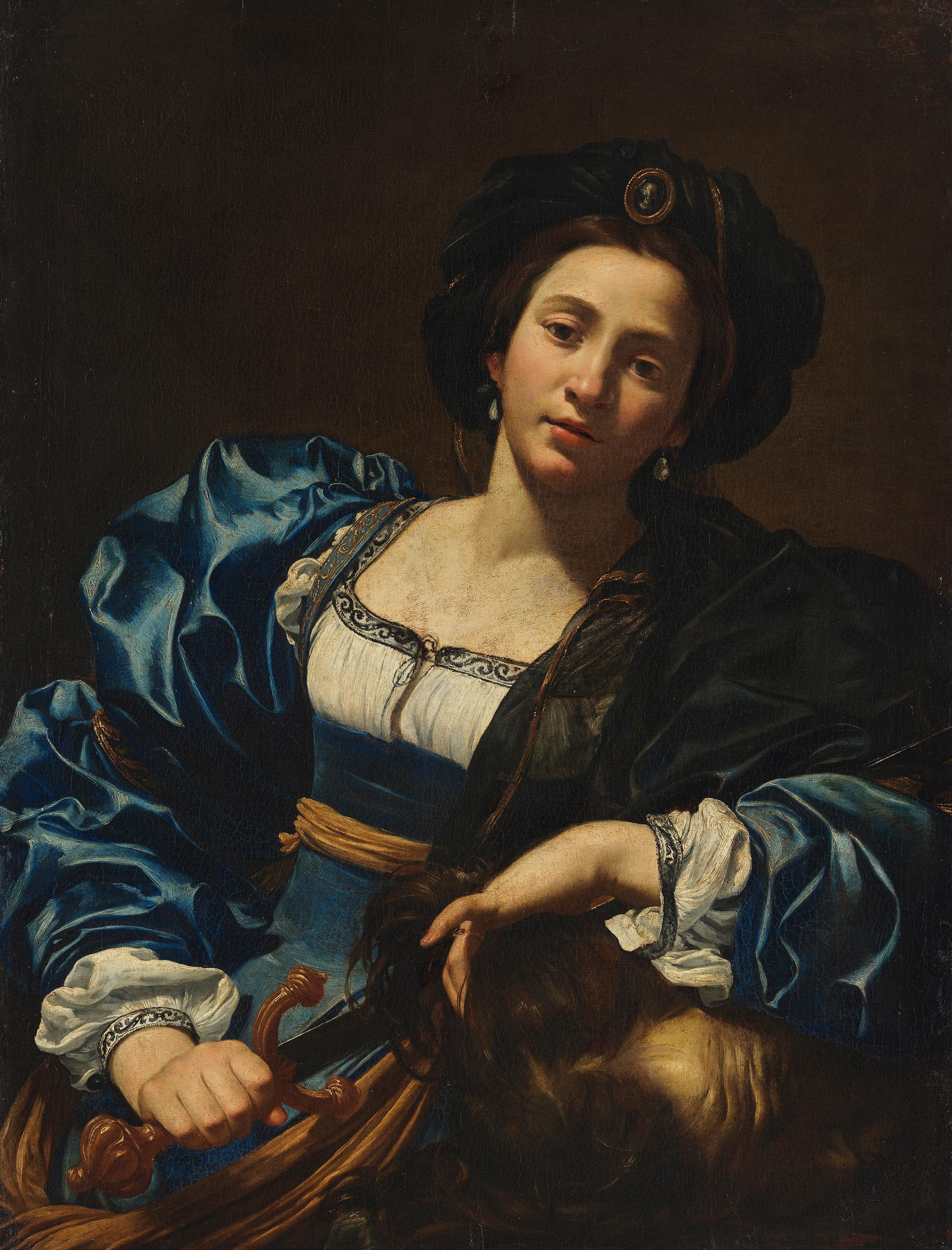
Judith con la cabeza de Holofernes, por Simon Vouet, (Alte Pinakothek, Múnich)

Judith decapitando a Holofernes, de Caravaggio

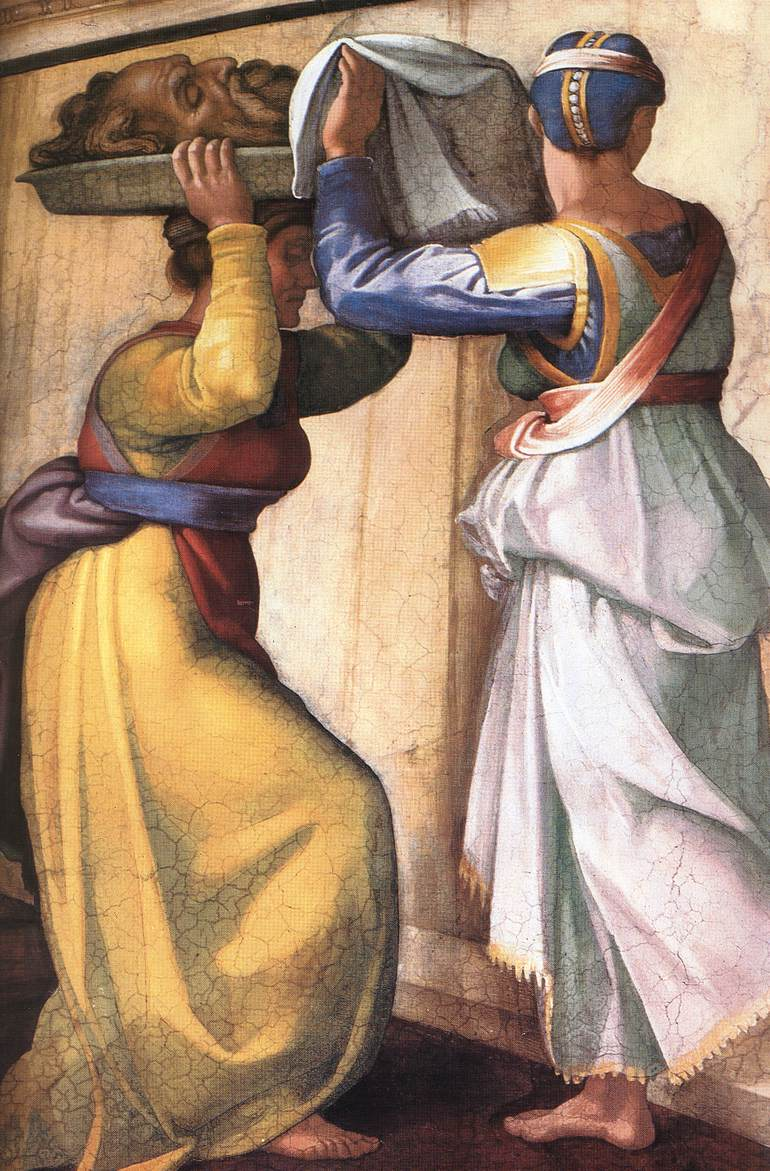
Judith y Holofernes, por Miguel Ángel, (Capilla Sixtina, Ciudad del Vaticano)

El Libro de Judit (en griego antiguo: Ἰουδείθ, romanizado: Ioudeith; en hebreo: יְהוּדִית, Yehudit, «la judía») es una obra literaria hebrea que no forma parte del canon bíblico judío. La Iglesia católica y la Iglesia ortodoxa, al estar incluido en la Biblia Septuaginta, lo consideran canónico; las iglesias reformadas lo consideran un libro apócrifo.
Es un libro deuterocanónico incluido en la Septuaginta y en el Antiguo Testamento de las iglesias católica y ortodoxa oriental, pero excluido del canon hebreo y asignado por los protestantes a los apócrifos. Narra la historia de una viuda judía, Judit, quien usa su belleza y encanto para matar a un general asirio que ha sitiado su ciudad, Betulia. Con este acto, salva a la cercana Jerusalén de la destrucción total. El nombre Judit (יְהוּדִית), que significa "alabada" o "judía", es la forma femenina de Judá.
Los manuscritos griegos que han sobrevivido parecen contener varios anacronismos históricos, razón por la cual algunos estudiosos protestantes consideran ahora el libro como no histórico. En cambio, el libro se clasifica como una parábola, ficción religiosa o incluso como la primera novela histórica. La Iglesia católica sostuvo anteriormente la historicidad del libro, ubicando sus acontecimientos durante el reinado de Manasés de Judá y afirmando que los nombres fueron cambiados en siglos posteriores por razones desconocidas. La Enciclopedia Judía identifica a Siquem (actual Nablus) como "Betulia", y argumenta que el nombre fue cambiado debido a la enemistad entre judíos y samaritanos. Si esto fuera así, explicaría por qué otros nombres también parecen anacrónicos.

## Contexto histórico

### Idioma original
No está claro si el Libro de Judit fue escrito originalmente en hebreo, arameo o griego, ya que la versión más antigua existente proviene de la Septuaginta, una traducción griega de las escrituras hebreas. Sin embargo, debido al gran número de hebraísmos en el texto, en general se acepta que el libro fue escrito en una lengua semítica, probablemente hebreo bíblico o arameo bíblico, más que en griego koiné. Cuando Jerónimo completó su traducción latina de la Vulgata, expresó su creencia de que el libro había sido escrito "en palabras caldeas (arameas)". La traducción latina de Jerónimo se basó en un manuscrito arameo y fue más breve porque omitió pasajes que no pudo leer o entender en el arameo, aunque estos sí existían en la Septuaginta. El manuscrito arameo utilizado por Jerónimo se ha perdido desde hace mucho tiempo.
Carey A. Moore argumentó que el texto griego de Judit era una traducción de un original hebreo, y usó muchos ejemplos de supuestos errores de traducción, expresiones idiomáticas hebreas y sintaxis hebrea. Los manuscritos hebreos que se conservan son muy tardíos y solo datan de la Edad Media. Los dos manuscritos hebreos supervivientes de Judit son traducciones de la Septuaginta griega y de la Vulgata latina.
Las versiones hebreas nombran directamente a figuras importantes, como el rey Antíoco IV Epífanes del Imperio seléucida, y sitúan los acontecimientos durante el período helenístico, cuando los macabeos luchaban contra los monarcas seléucidas. Sin embargo, dado que los manuscritos hebreos mencionan reinos que no existían desde hacía siglos en tiempos de los seléucidas, es poco probable que esos fueran los nombres originales en el texto. Jeremy Corley argumentó que Judit fue compuesta originalmente en griego cuidadosamente modelado sobre el hebreo, y señaló "septuagintalismos" (rasgos característicos de la Septuaginta) en el vocabulario y la formulación del texto griego.

### Canonicidad

#### En el judaísmo
Aunque es probable que el autor fuera judío, no hay evidencia —más allá de su inclusión en la Septuaginta— de que el Libro de Judit haya sido considerado alguna vez como autoritativo o como candidato al canon por algún grupo judío. El Texto masorético de la Biblia hebrea no lo incluye; tampoco se encuentra entre los Manuscritos del Mar Muerto ni en la literatura rabínica temprana.
Las razones que se han especulado para su exclusión incluyen la posible tardía composición del libro, su probable origen griego, su aparente apoyo a la dinastía asmonea (a la cual el rabinato temprano se oponía), y quizá el carácter atrevido y seductor de la propia Judit.
Después de desaparecer de la circulación entre los judíos durante más de un milenio, el Libro de Judit y la figura de Judit resurgieron en la literatura religiosa de los criptojudíos que escapaban de la persecución cristiana tras la capitulación del califato de Córdoba. Este renovado interés se manifestó en "relatos sobre la heroína, poemas litúrgicos, comentarios al Talmud y pasajes en códigos legales judíos". Aunque el texto no menciona Janucá, se volvió costumbre leer una variante hebrea midráshica de la historia de Judit durante el Shabat de Janucá, ya que la historia de Janucá tiene lugar durante la época de la dinastía asmonea.
Ese midrash, cuya heroína es retratada atiborrando al antagonista con queso y vino antes de decapitarlo, podría haber sido la base de una tradición menor en el judaísmo de consumir productos lácteos durante Janucá. En ese sentido, la comunidad judía en Europa durante la Edad Media parece haber considerado a Judit como el equivalente macabeo-asmoneo de la Reina Ester, la heroína de la festividad de Purim. La fiabilidad textual del Libro de Judit también se daba por sentada, al punto que el comentarista bíblico Najmánides (Rambán) citó varios pasajes de una versión Peshitta (versión siríaca) de Judit como apoyo a su interpretación de Deuteronomio 21:14.

#### En el cristianismo
Aunque los primeros cristianos, como Clemente de Roma, Tertuliano y Clemente de Alejandría, leían y utilizaban el Libro de Judith, algunos de los cánones cristianos más antiguos, incluyendo la Lista de Bryennios (siglos I-II), el canon de Melitón de Sardes (siglo II), y Orígenes (siglo III), no lo incluyen. Jerónimo, cuando produjo su traducción latina de la Biblia hebrea, la Vulgata, lo contó entre los apócrifos, (aunque lo tradujo y luego pareció citarlo como Escritura), al igual que Atanasio, Cirilo de Jerusalén, y Epifanio de Salamina.
Muchos influyentes padres y doctores de la Iglesia, incluyendo a Agustín de Hipona, Basilio de Cesarea, Tertuliano, Juan Crisóstomo, Ambrosio de Milán, Beda el Venerable y Hilario de Poitiers, consideraron el libro como Sagrada Escritura tanto antes como después de los concilios que lo declararon formalmente parte del canon bíblico. En una carta del año 405, el Papa Inocencio I lo declaró parte del canon cristiano. En el Prólogo a Judith de Jerónimo, él afirma que el Libro de Judith fue "considerado por el Concilio de Nicea como parte del número de las Sagradas Escrituras". No se ha encontrado tal declaración en los cánones de Nicea, y no está claro si Jerónimo se refería al uso del libro durante las discusiones del concilio o a cánones espurios atribuidos a ese concilio.
Independientemente del estatus de Judith en Nicea, el libro también fue aceptado como Escritura por los concilios de Roma (382), Hipona (393), Cartago (397) y Florencia (1442), y fue finalmente definido dogmáticamente como canónico por la Iglesia Católica Romana en 1546 en el Concilio de Trento. Sin embargo, Roma, Hipona y Cartago fueron todos concilios locales (a diferencia de Nicea, que fue un concilio ecuménico). La Iglesia Ortodoxa Oriental también acepta a Judith como Escritura inspirada; esto fue confirmado en el Sínodo de Jerusalén (1672). La canonicidad de Judith es típicamente rechazada por los protestantes, quienes aceptan como Antiguo Testamento solo aquellos libros que se encuentran en el canon judío. Martín Lutero vio el libro como una alegoría, pero lo incluyó como el primero de los ocho escritos en su Apócrifa, que se ubica entre el Antiguo y el Nuevo Testamento en la Biblia de Lutero. Aunque el luteranismo considera el Libro de Judith como no canónico, lo considera edificante para cuestiones morales y para el uso devocional. En el anglicanismo, tiene la autoridad intermedia de los apócrifos del Antiguo Testamento y se considera útil o edificante, pero no debe tomarse como base para establecer doctrina.
Judith también es mencionada en el capítulo 28 de 1 Meqabyan, un libro considerado canónico en la Iglesia ortodoxa de Etiopía.

## Argumento
El libro cuenta la historia de una viuda hebrea llamada Judit, hija de Merari y esposa de Manasés, de la tribu de Simeón en plena guerra de Israel contra un ejército asirio enviado por Nabucodonosor, rey de Babilonia. Un episodio considerado como histórico por los católicos hasta mediados del siglo XX y todavía sostenido como histórico por los católicos tradicionalistas, y ubicado por Straubinger en los tiempos del cautiverio del rey Manasés.
De bellas facciones, buena educación,  celo religioso, gran riqueza y una gran pasión patriótica, Judit vive en la ciudad de Betulia, sitiada por el ejército invasor al mando del general Holofernes. Cuando la ciudad está a punto de rendirse, Judit acompañada de su criada se presenta en el campamento asirio y seduce a Holofernes, quien la invita a pasar la noche junto a él en su tienda. Una vez allí, lo embriaga y, cuando cae dormido, lo decapita con su propia espada. Luego, abandona el campamento llevando consigo la cabeza del líder invasor. Los hebreos cuelgan de la muralla el despojo y salen de la ciudad para enfrentarse a los asirios. En el campamento enemigo descubren el cuerpo mutilado y se dan cuenta de lo sucedido. Esto provoca el temor en el ejército que huye a la desbandada y es derrotado por los israelitas. Judit es aclamada como una heroína por el pueblo y el Sumo Sacerdote. Después de esto, vive en su casa y no acepta ninguna propuesta de matrimonio. Antes de morir, libera a su doncella y cuando fallece es sepultada en la tumba de su esposo Manasés. Hasta muchos años después de su muerte, ningún enemigo amenaza a Israel.

## Datación y autor
No se conoce con exactitud la fecha del libro, la hipótesis más aceptada es que fue compuesto en tiempos de los Macabeos (mediados del s. II a. C.). El autor o autores del Libro de Judit son desconocidos a día de hoy.

### Resumen del argumento
La historia gira en torno a Judit, una viuda audaz y hermosa, que está disgustada con sus compatriotas judíos por no confiar en que Dios los librará de sus conquistadores extranjeros. Acompañada de su fiel criada, va al campamento del general asirio Holofernes, con quien poco a poco se gana el favor, prometiéndole información sobre el pueblo de Israel. Ganándose su confianza, se le permite entrar en su tienda una noche mientras él yace en estado de embriaguez. Ella lo decapita y luego lleva su cabeza de regreso a sus temerosos compatriotas. Los asirios, al perder a su líder, se dispersan, e Israel es salvado. Aunque muchos la pretenden, Judit permanece soltera por el resto de su vida.

### Estructura literaria
El Libro de Judit puede dividirse en dos partes o "actos" de aproximadamente la misma longitud. Los capítulos 1–7 describen el surgimiento de la amenaza contra Israel, liderada por el rey Nabucodonosor y su general Holofernes, y concluye cuando la campaña militar mundial de Holofernes converge en el paso montañoso donde se encuentra el pueblo de Judit, Betulia.
Los capítulos 8–16 introducen entonces a Judit y narran sus acciones heroicas para salvar a su pueblo. La primera parte, aunque por momentos tediosa en su descripción de los acontecimientos militares, desarrolla temas importantes al alternar batallas con reflexiones, y acción vibrante con momentos de reposo. En contraste, la segunda mitad está dedicada principalmente a la fuerza de carácter de Judit y a la escena de la decapitación.
La edición de The New Oxford Annotated Apocrypha identifica un claro patrón quiástico en ambos "actos", en los cuales el orden de los acontecimientos se invierte en un momento central del relato (es decir, abcc'b'a').
Parte I (1:1–7:23)

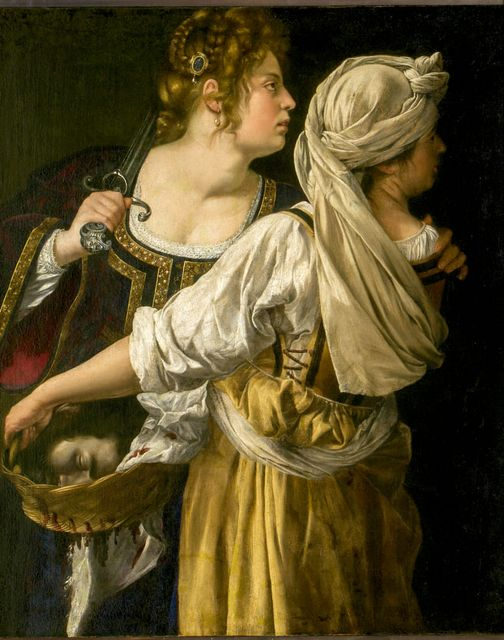
Judit y su criada, Artemisia Gentileschi, Italia, 1619

A. Campaña contra las naciones desobedientes; el pueblo se rinde (1:1–2:13)
B. Israel está "grandemente aterrorizado" (2:14–3:10)
C. Joacim se prepara para la guerra (4:1–15)
D. Holofernes conversa con Aquior (5:1–6:9)
E. Aquior es expulsado por los asirios (6:10–13)
E'. Aquior es recibido en el pueblo de Betulia (6:14–15)
D'. Aquior habla con el pueblo (6:16–21)
C'. Holofernes se prepara para la guerra (7:1–3)
B'. Israel está "grandemente aterrorizado" (7:4–5)
A'. Campaña contra Betulia; el pueblo quiere rendirse (7:6–32)
Parte II (8:1–16:25)
A. Introducción de Judit (8:1–8)
B. Judit planea salvar a Israel (8:9–10:8), incluyendo su extensa oración (9:1–14)
C. Judit y su criada salen de Betulia (10:9–10)
D. Judit decapita a Holofernes (10:11–13:10a)

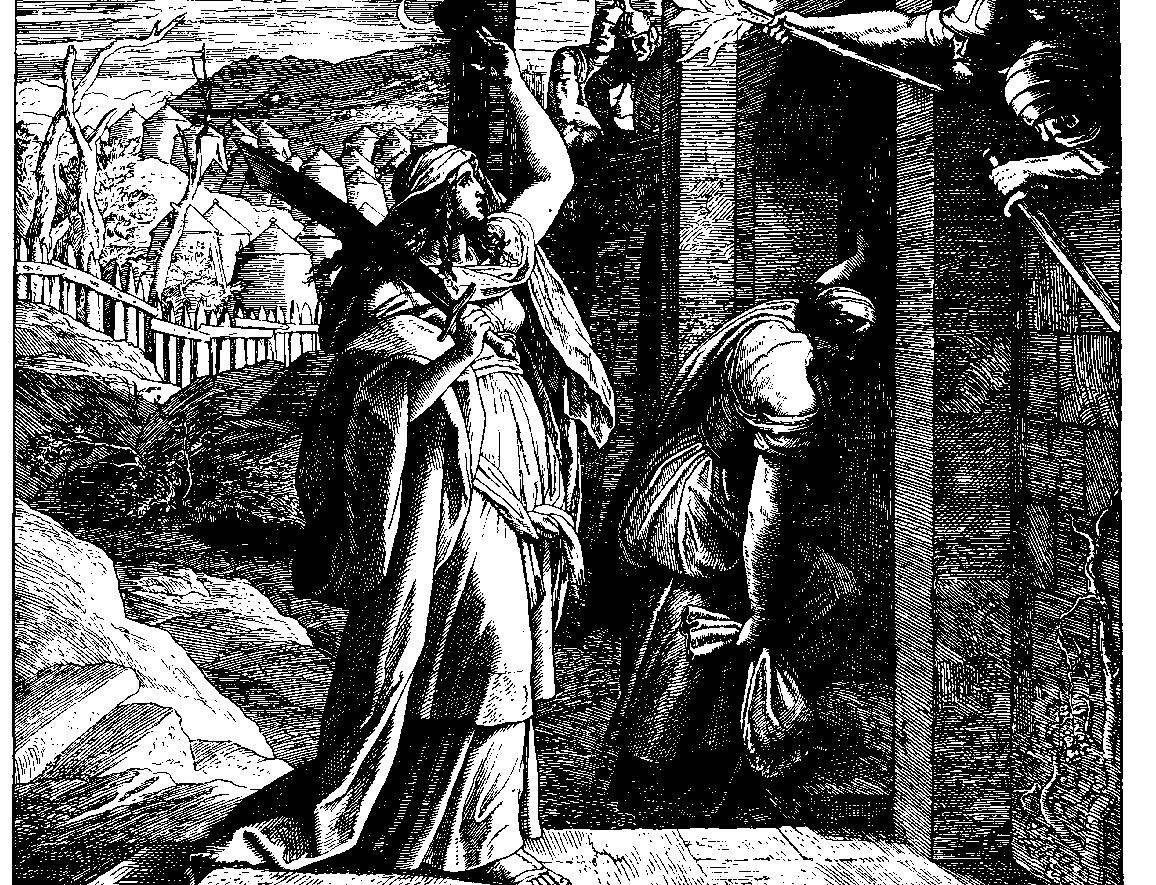
Judit regresa a Betulia, xilografía de 1860 por Julius Schnorr von Karolsfeld

C'. Judit y su criada regresan a Betulia (13:10b–11)
B'. Judit planea la destrucción del enemigo de Israel (13:12–16:20)
A'. Conclusión sobre Judit (16:21–25)
De forma similar, se observan paralelismos dentro de la Parte II, señalados en los comentarios de la Biblia Americana Revisada (New American Bible Revised Edition): Judit convoca una reunión del pueblo en Judit 8:10 antes de su expedición, y es aclamada en una reunión similar en Judit 13:12–13; Uzías bendice a Judit antes de su acción en Judit 8:5 y luego nuevamente en Judit 13:18–20.

## Género al que pertenece
Judit es considerado como una especie de novela histórica la cual, haciendo uso de recursos similares a la novela helenística, cumple una clara función de narración edificante y exaltadora del patriotismo y la piedad. 
Si en verdad fue compuesto en la época macabea, entonces su objetivo sería impulsar a la resistencia de los judíos contra sus invasores mediante la narración de la heroica y arriesgada hazaña de una heroína del pasado en similares circunstancias.
Tal vez, como analizan algunos estudiosos, el Libro de Judit junto a los inmediatos de Tobit, Ester y Job representan un tipo de género intermedio de libros narrativos realmente no históricos sino más bien sapienciales, entre los otros libros que suelen ser tenidos por históricos reales y aquellos que de hecho son simplemente libros sapienciales.
No obstante, debe decirse que el libro sigue siendo considerado como histórico por sectores tradicionalistas. Estos generalmente siguen aquí al sacerdote y erudito católico Fulcran Vigoroux, quien en su comparación entre el Libro de Judit y la historia asiria identificó a Nabucodonosor, rey de Asiria, con Asurbanipal (668-627 a. C.) y a su rival Arfaxad, rey de los medos, con Fraortes de Media (665-653 a. C.), hijo de Deyoces, fundador de Ecbatana, basándose en los paralelismos directos existentes entre las campañas de ambos.
Según argumentó Vigouroux, las dos batallas mencionadas en el primer capítulo del Libro de Judit son una referencia al choque de los dos imperios en 658-657 y a la muerte de Fraortes en batalla en 653, después de lo cual Asurbanipal continuó sus acciones militares con una gran campaña que comenzó con la Batalla del río Ulai (653 a. C.) en el año decimoctavo de su reinado. Las fuentes contemporáneas hacen referencia a los muchos aliados de Caldea (gobernada por el hermano rebelde de Asurbanipal, Shamash-shum-ukin), incluido el Reino de Israel y el Reino de Judá, que fueron súbditos de Asiria y se mencionan en el Libro de Judit como víctimas de la campaña occidental de Asurbanipal.
Durante ese periodo, como se indica en el Libro de Judit, no había rey en Judá, ya que el soberano legítimo, Manasés de Judá, estaba cautivo por los asirios en ese momento. Como una política típica de la época, todo el liderazgo fue transferido a las manos del Sumo Sacerdote de Israel a cargo, que fue Joaquim en este caso (Judit 4:6). La profanación del templo (Judit 4:3), por su parte, habría sido la ocasionada bajo el reinado del propio Manasés, quien había reintroducido el culto idolátrico en el templo tiempo después de que su padre Ezequías hubiera expulsado de allí a los ídolos (ver 2 Crónicas 29:18-19).
Además, en la Biblia nunca se hace referencia a Asurbanipal por su nombre, excepto quizás por la forma corrupta Osnaper en 2 Crónicas y Esdras 4:10 o el título anónimo «El rey de Asiria» en 2 Reyes. Esto significa que aparentemente su nombre podría no haber sido registrado nunca por los historiadores judíos y por tanto habría resultado desconocido para el autor del libro, lo que justificaría que este decidiera presentarlo en su lugar bajo el seudónimo de Nabucodonosor II, quien no fue verdaderamente rey de Asiria, sino de Babilonia, y no bajo su nombre real.

### Personajes principales
Judith, protagonista del libro, aparece por primera vez en el capítulo 8 como una mujer temerosa de Dios. Es hija de Merarí, de la tribu de Simeón, y viuda de Manasés, un agricultor rico. Judith envía a su sirvienta a llamar a Uzías para reprocharle su intención de rendirse ante los asirios si Dios no salva a Betulia en cinco días. Luego, utiliza su astucia y encanto para acercarse a Holofernes, con quien finge amistad íntima, y finalmente lo decapita, permitiendo que Israel contraataque. La sirvienta, cuyo nombre no se menciona, permanece a su lado durante toda la historia y recibe su libertad al final del relato.
ChatGPT Plus

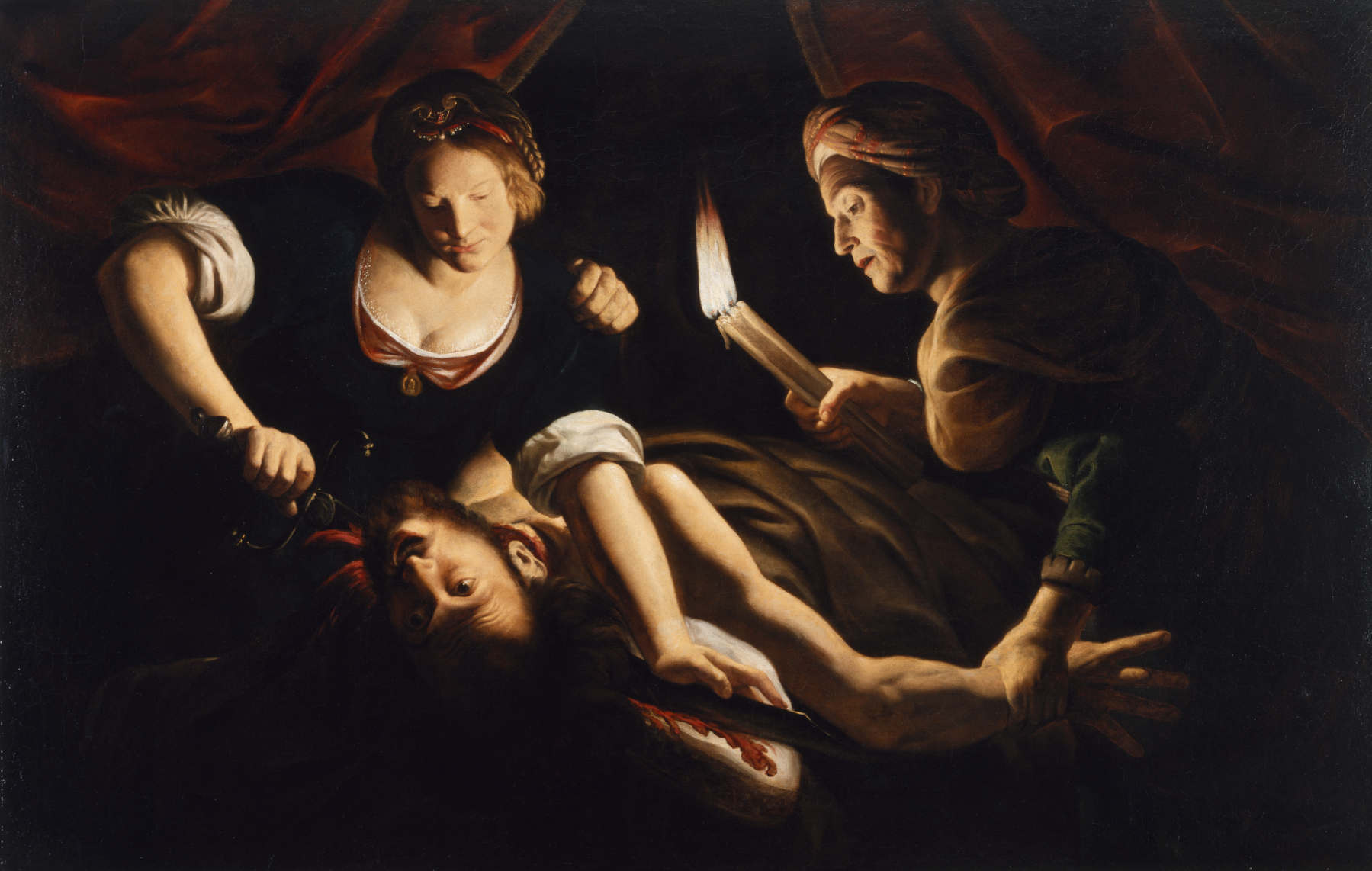
Pintura de Trophime Bigot (c. 1579–1650, también conocido como Maestro de la Luz de Vela), que representa a Judith y Holofernes. The Walters Art Museum.

Holofernes, el antagonista del libro. Es un soldado leal a su rey y comandante en jefe de su ejército, al que desea ver glorificado en todas las tierras. Se le encomienda la misión de castigar a los pueblos que no apoyaron al rey de Nínive en su lucha contra Cheleud y el rey de Media, y finalmente también Israel se convierte en objetivo de su campaña militar. Su destino se sella por la valentía y astucia de Judith.
Nabucodonosor, rey de Nínive y Asiria. Su orgullo es tal que desea imponer su poder como si fuera divino. Aunque Holofernes, su turtán (general en jefe), va más allá de las órdenes reales al exigir a los pueblos del occidente que “adoren solo a Nabucodonosor y lo invoquen como a un dios”. A Holofernes se le encomienda vengarse de quienes se negaron a aliarse con Nabucodonosor.
Achior, un líder amonita en la corte de Nabucodonosor; en el capítulo 5 resume la Historia del antiguo Israel y Judá y advierte al rey de Asiria sobre el poder de su Dios, el “Dios del cielo”, pero es objeto de burlas. Es protegido por el pueblo de Betulia y, al enterarse de lo que Judith ha logrado, se convierte al judaísmo y se somete a la circuncisión.
Bagoas, o Vagao (Vulgata), es el eunuco encargado de los asuntos personales de Holofernes. Su nombre, de origen persa, significa precisamente eunuco. Él es quien introduce a Judith en la tienda de Holofernes y el primero en descubrir su decapitación.
Uzías, o Ozías, es el gobernador de Betulia. Junto con Cabri y Carmi, gobierna la ciudad de Judith. Cuando los asirios sitian la ciudad y se agota el suministro de agua, accede a la petición del pueblo de rendirse si Dios no interviene en cinco días, decisión que Judith considera precipitada.

### Oración de Judith
El capítulo 9 contiene la “oración extensa” de Judith, la cual proclama en voz alta antes de llevar a cabo sus acciones en los capítulos siguientes. En las versiones en inglés esta oración tiene 14 versículos, mientras que en la Vulgata se extiende hasta 19.
ChatGPT Plus

## Historicidad de Judith

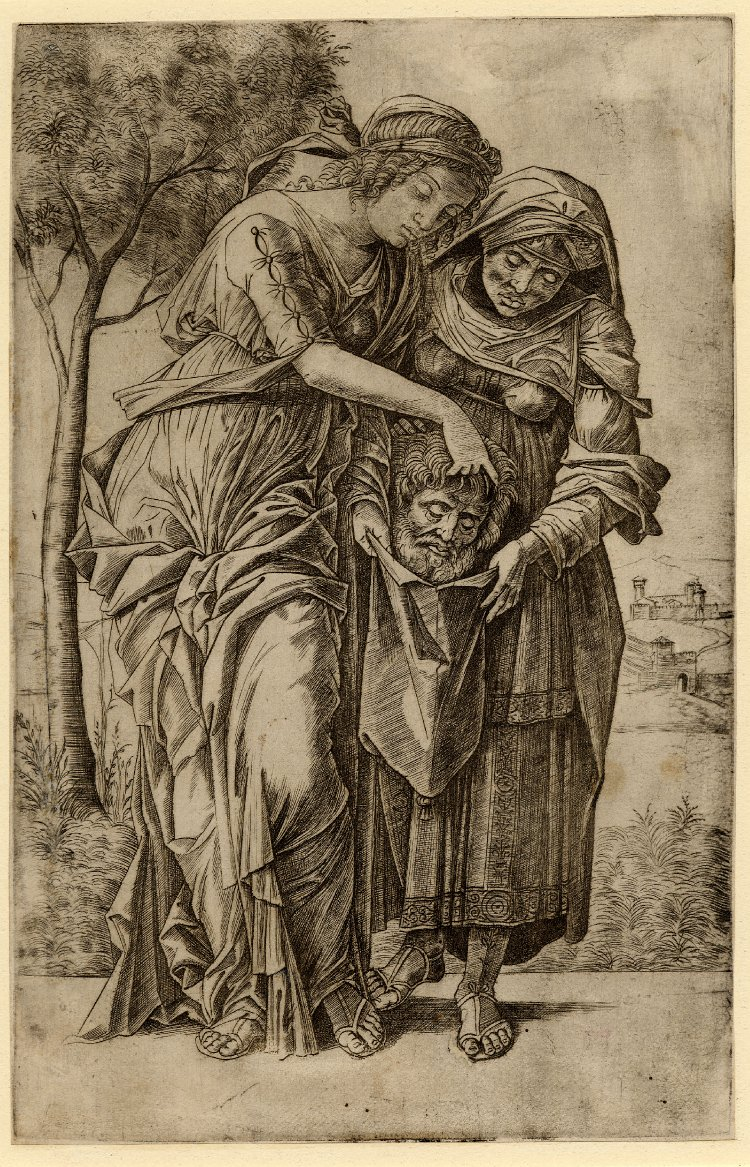
Grabado de Girolamo Mocetto, 1500

Actualmente se acepta de forma general que la historicidad del Libro de Judith es dudosa. Su carácter ficticio “es evidente por la mezcla de historia y ficción que aparece desde el primer versículo, y que está demasiado presente a lo largo del texto como para atribuirse a simples errores históricos”. Los nombres de los personajes son desconocidos para la historia o parecen anacrónicos, y muchos de los topónimos también resultan poco identificables.
Aunque hoy en día la Conferencia de Obispos Católicos de los Estados Unidos considera el libro como una obra de ficción histórica, la Iglesia Católica lo consideró durante mucho tiempo como un texto histórico, incluyéndolo entre los libros históricos del Antiguo Testamento en las Biblias católicas. Por esta razón, tanto estudiosos como miembros del clero han intentado interpretar los personajes y sucesos del libro como representaciones alegóricas de hechos reales, o bien como un documento histórico alterado o mal traducido.
Durante el período del Segundo Templo se observa la práctica de cambiar nombres en ciertos documentos, como el Documento de Damasco, donde se menciona una ubicación incierta bajo el seudónimo "Damasco". También los escritos del historiador judío Flavio Josefo difieren frecuentemente del registro bíblico en cuanto a los nombres de los sumos sacerdotes de Israel.
En otras partes de la Biblia también aparecen nombres de gobernantes desconocidos para la historia, como Darío el Medo en el Libro de Daniel o Asuero en el Libro de Ester.
Se ha criticado el tamaño del ejército asirio y las dimensiones de los muros medos descritos en el libro, pero tanto la Biblia como fuentes seculares han documentado cifras y estructuras similares. Por ejemplo, en 2 Reyes 19 se menciona que el ejército asirio que sitió Jerusalén tenía 185,000 soldados, una cantidad muy superior a la del ejército mencionado en Judith. El historiador griego Heródoto también describió los muros de Babilonia con proporciones similares a los de Ecbatana, mencionados en Judith. Este relato fue corroborado por otros historiadores antiguos como Estrabón, Ctesias y Clitarco.
La identidad del “Nabucodonosor” mencionado en el libro ha sido objeto de debate durante siglos, y diversos estudiosos han propuesto distintas figuras históricas, como Asurbanipal, Artajerjes III, Tigranes el Grande, Antíoco IV Epífanes, Cambises II, Jerjes I y Darío I el Grande.

### Identificación de Nabucodonosor con Asurbanipal
Durante siglos, la interpretación más aceptada dentro de la Iglesia Católica ha sido que el Libro de Judith se sitúa en el reinado de Asurbanipal, un rey asirio conocido por su crueldad y brutalidad, cuyo gobierno estuvo marcado por campañas militares e invasiones. Asurbanipal gobernó el Imperio neoasirio desde Nínive entre los años 668 y 627 a. C. La Biblia Douay-Rheims, en su edición de Challoner, indica que los acontecimientos del libro comienzan en el año A.M. 3347, o Ante C. 657, lo que coincide con el duodécimo año de Asurbanipal, el mismo año en que comienza el relato de Judith según se menciona respecto a “Nabucodonosor”.
Si el resto del libro ocurre en los años diecisiete y dieciocho del reinado de Asurbanipal, estos corresponderían a los años 653 y 652 a. C., cuando se produjeron revueltas y campañas militares en todo su imperio. La postura tradicional católica que vincula los hechos al reinado de Manasés se alinea con el reinado de Asurbanipal, ya que los registros de este último incluyen a Manasés como uno de los vasallos que colaboraron en su campaña contra Egipto.
La profanación del templo mencionada en Judith 4:3 podría corresponderse con la ocurrida bajo el reinado de Ezequías, según se relata en 2 Crónicas 33:18–19. Además, ese mismo versículo menciona un regreso de la dispersión, que comúnmente se interpreta como el exilio en Babilonia, pero que podría referirse al caos tras la captura de Manasés por los asirios. La fortificación de las ciudades descrita en Judith 4:5 coincidiría con las obras defensivas llevadas a cabo durante el reinado de Manasés como respuesta al avance asirio.
Judith 4:6 afirma que el Sumo Sacerdote de Israel estaba a cargo del país en ese momento. Se suele asumir que esto ocurrió tras el regreso de Manasés del cautiverio y su posterior arrepentimiento. Autores como Nicolaus Serarius, Giovanni Menochio y Thomas Worthington especularon que Manasés estaba ocupado reforzando Jerusalén (en línea con lo dicho en 2 Crónicas 33), dejando los asuntos del pueblo bajo la dirección del sumo sacerdote. Otros, como Houbigant y Haydock, sugieren que los hechos del libro ocurrieron mientras Manasés aún se hallaba cautivo en Babilonia. En cualquier caso, era común en esa época que el pueblo siguiera al sumo sacerdote si el rey no podía o no quería ejercer el liderazgo.
La mayoría de los estudiosos consideran que Manasés participó en una amplia revuelta contra Asurbanipal liderada por su hermano, Šamaš-šuma-ukin. Fuentes contemporáneas mencionan a varios aliados de Caldea (bajo el control de Šamaš-šuma-ukin), incluyendo al Reino de Judá, como vasallos del imperio asirio y víctimas de la campaña occidental de Asurbanipal mencionada en el Libro de Judith. La Encyclopædia Britannica identifica a “Judá” como uno de los reinos vasallos que se unieron a la coalición rebelde de Šamaš-šuma-ukin contra Asurbanipal. También lo confirma la Cambridge Ancient History, que menciona que “varios príncipes de Palestina” apoyaron la revuelta contra Asurbanipal, lo cual apuntala la hipótesis de la implicación de Manasés.
Esto explicaría tanto la fortificación de las ciudades como el rechazo de los israelitas y otros reinos occidentales a la orden de reclutamiento de “Nabucodonosor”, ya que muchos de esos vasallos estaban alineados con Šamaš-šuma-ukin en su revuelta.
Es de particular interés que la guerra civil liderada por Šamaš-šuma-ukin estallara en el año 652 a. C., el decimoctavo año del reinado de Asurbanipal. El Libro de Judith afirma que “Nabucodonosor” devastó la parte occidental del imperio en el decimoctavo año de su reinado. Si los eventos del libro ocurrieron efectivamente durante el reinado de Asurbanipal, es posible que no hayan sido registrados por los asirios debido a que estaban concentrados en reprimir la rebelión de Šamaš-šuma-ukin, la cual tardó varios años en ser sofocada. La exitosa represión de dicha revuelta también impidió a los asirios recuperar Egipto, que se había independizado hacia el año 655 a. C.
Numerosos teólogos, entre ellos Antoine Augustin Calmet, sospechaban que el objetivo final de la campaña occidental de Holofernes era el saqueo de Egipto, ya que parecía dirigirse hacia allí en su marcha por el oeste. Si esta interpretación es correcta, reforzaría la teoría de que el libro está ambientado durante el reinado de Asurbanipal, quien ya había saqueado Tebas en 663 a. C.
La opinión de que el Libro de Judith fue escrito durante los reinados de Manasés y Asurbanipal fue ampliamente compartida por numerosos eruditos católicos, incluidos Calmet, George Leo Haydock, Thomas Worthington, Richard Challoner, Giovanni Stefano Menochio, Sixto de Siena, Roberto Belarmino, Charles François Houbigant, Nicolaus Serarius, Pierre Daniel Huet y Bernard de Montfaucon. Muchos de estos teólogos son citados por Calmet en su comentario Commentaire littéral sur tous les livres de l’ancien et du nouveau testament. En él, Calmet enumera “todas las objeciones principales que pueden hacerse contra la veracidad del relato de Judith” y dedica el resto del comentario a refutarlas, afirmando:
“Pero nada de esto perturbó a los escritores católicos. Hubo un gran número de ellos que respondieron con pericia, y que se dedicaron a mostrar que no hay nada en esta historia que sea incompatible ni con la Escritura ni con la historia profana (secular)”.
Otros autores católicos compartieron también esta postura, como Fulcran Vigouroux, quien fue más allá al identificar la batalla entre “Nabucodonosor, rey de los asirios” y “Arfaxad, rey de los medos” como el enfrentamiento entre Asurbanipal y Phraortes. Esta batalla tuvo lugar en el año 653 a. C., el decimoséptimo del reinado de Asurbanipal, y coincide con la cronología del libro, que sitúa esa batalla en el año diecisiete del reinado de “Nabucodonosor”. Jacques-Bénigne Bossuet también expresó una opinión similar.
Estos autores utilizaron detalles específicos del texto que se alinean con el reinado de Manasés. Según Vigouroux, las dos batallas mencionadas en la versión de los Setenta del Libro de Judith corresponderían, por un lado, al enfrentamiento entre los dos imperios en 658–657 a. C. y, por otro, a la muerte de Phraortes en combate en 653 a. C. Posteriormente, Asurbanipal inició una gran campaña que comenzó con la Batalla del río Ulai (653 a. C.), precisamente en su decimoctavo año de reinado.
Además, en Judith 1:6 se menciona al rey de los “elimeos” (elamitas), llamado “Arioc”. Si el duodécimo año de “Nabucodonosor” es en realidad el duodécimo de Asurbanipal, este “Arioc” podría ser identificado con Teumman, quien se rebeló en varias ocasiones contra Asurbanipal y murió precisamente en la Batalla del Ulai en 653 a. C., en la misma época en que los teólogos católicos sitúan la campaña occidental de “Nabucodonosor”.
La identificación de “Nabucodonosor” en el Libro de Judit con Asurbanipal fue tan dominante en la erudición católica que se convirtió en la interpretación predeterminada en las Biblias católicas en inglés durante varios siglos. Por ejemplo, la revisión de 1738 de Challoner de la Biblia Douay-Rheims y el Comentario Bíblico Haydock que la acompaña declaran claramente que “Nabucodonosor” era la misma persona “conocida como ‘Saosduchin’ por los historiadores profanos”, y que sucedió a “Asarhaddan” [Esarhaddon] en el reino de los asirios. Esto solo puede señalar a Asurbanipal, el hijo histórico y sucesor de Esarhaddon (Asarhaddan).
El nombre “Saosduchin” probablemente se origina en el Canon de Reyes del astrónomo grecorromano Claudio Ptolomeo, quien escribió en griego que “Saosdouchinos” sucedió a “Asaradinos” como rey de Asiria. Sin embargo, los estudiosos sugieren que Ptolomeo pudo haber confundido a Asurbanipal con su hermano Šamaš-šuma-ukin, quien gobernó Babilonia, no Asiria. De ser así, el nombre “Saosduchin” podría representar una transmisión corrupta o una mezcla de ambos personajes. No obstante, el canon de Ptolomeo fue muy influyente durante la antigüedad y la Edad Media, especialmente para construir cronologías del antiguo Cercano Oriente, por lo que esta errónea atribución pudo haber influido en interpretaciones bíblicas posteriores.
A pesar de los paralelos plausibles entre las campañas occidentales de Asurbanipal y las de “Nabucodonosor” en Judit, persiste una complicación importante: no existen registros asirios independientes que corroboren la historia específica de la intervención de Judit ni la decapitación de Holofernes. Este silencio ha llevado a algunos a teorizar que el evento fue deliberadamente omitido de las inscripciones reales asirias, las cuales con frecuencia omitían derrotas o hechos embarazosos.
Otro desafío para esta identificación es el cambio de nombres en la narrativa. Si la historia originalmente usaba nombres históricos reales, ¿por qué fueron alterados tan drásticamente? Una posibilidad, sugerida por el apologista católico Jimmy Akin, es que Judit fue escrita como un roman à clef — una recreación ficcionalizada de eventos reales usando nombres inventados por razones políticas o literarias. En tal marco, “Nabucodonosor” podría representar a Asurbanipal, “Holofernes” a uno de sus generales, y “Arfaxad” a Fraortes u otro gobernante medo.
Esta sustitución de nombres también podría deberse a la tradición de los escribas judíos o a la memoria histórica, que no siempre preservaba con exactitud los nombres de gobernantes extranjeros. Por ejemplo, Asurbanipal no es nombrado directamente en ninguna otra parte de la Biblia, salvo posiblemente en la forma corrupta “Asenappar” (Esdras 4:10) o bajo el título anónimo de “el rey de Asiria” (2 Crónicas 33:11). Esto podría sugerir que los escritores judíos de períodos posteriores solo tenían conocimiento fragmentario u oral de nombres asirios específicos y sustituyeron nombres que les resultaban más reconocibles o simbólicos, como “Nabucodonosor”, una figura bien conocida del exilio babilónico.
En resumen:
La identificación de Nabucodonosor con Asurbanipal fue la interpretación católica predominante durante siglos.
“Saosduchin” es un nombre encontrado en el canon de Ptolomeo, posiblemente refiriéndose a Asurbanipal.
La falta del nombre de Asurbanipal en Judit o en la Biblia puede deberse a transmisión oral, sustitución por escribas o a un enfoque literario tipo roman à clef.
A pesar de estos problemas, los paralelos cronológicos, geográficos y políticos entre Judit y el reinado de Asurbanipal continúan respaldando la visión tradicional católica.

### Identificación de Nabucodonosor con Artajerjes III Oco
La identidad de Nabucodonosor era desconocida para los Padres de la Iglesia, pero algunos de ellos intentaron una identificación improbable con Artajerjes III Oco (359–338 a. C.), no basándose en el carácter de los dos gobernantes, sino debido a la presencia de un "Olofernes" y un "Bagoas" en el ejército de Oco. Esta opinión también ganó aceptación en la erudición a finales del siglo XIX y principios del XX. Sin embargo, debido a discrepancias entre el reinado de Artajerjes y los eventos en el libro de Judit, esta teoría ha sido en gran medida abandonada.

### Identificación de Nabucodonosor con Tigranes el Grande
Los estudiosos modernos abogan por un contexto del siglo I-II para el Libro de Judit, entendiendo que se trata de una especie de roman à clef, es decir, una ficción literaria cuyos personajes representan alguna figura histórica real, generalmente contemporánea al autor. En el caso del Libro de Judit, el estudioso bíblico Gabriele Boccaccini identificó a Nabucodonosor con Tigranes el Grande (140–56 a. C.), un poderoso Rey de Armenia que, según Josefo y Estrabón, conquistó todas las tierras identificadas por el autor bíblico en Judit. Según esta teoría, la historia, aunque ficticia, estaría ambientada en la época de la reina Salomé Alejandra, la única reina judía regente, que reinó sobre Judea desde 76 hasta 67 a. C.
Al igual que Judit, la reina tuvo que enfrentar la amenaza de un rey extranjero que tenía tendencia a destruir los templos de otras religiones. Ambas mujeres eran viudas cuyas habilidades estratégicas y diplomáticas ayudaron en la derrota del invasor. Ambas historias parecen estar ambientadas en un tiempo en que el templo había sido recientemente rededicado, lo cual ocurrió después de que Judas Macabeo mató a Nicanor y derrotó a los seléucidas. El territorio ocupado de Judea incluye el territorio de Samaria, algo que sólo fue posible en tiempos de los Macabeos después de que Juan Hircano reconquistara esas tierras. Por lo tanto, el presumible autor saduceo de Judit desearía honrar a la gran reina (farisea) que trató de mantener unidos tanto a saduceos como a fariseos contra la amenaza común.

### Ubicación de Betulia
Aunque no existe un registro histórico de una ciudad llamada "Betulia", el libro de Judit da una ubicación sumamente precisa de dónde se encuentra la ciudad, y hay varios posibles candidatos de pueblos antiguos en esa área que ahora son ruinas. Se ha especulado ampliamente que, basándose en las descripciones de la ubicación en el libro, el sitio histórico más plausible para Betulia es Siquem. Siquem es una ciudad grande en la región montañosa de Samaria, sobre el camino directo de Jezreel a Jerusalén, situada en el camino del enemigo, en la cabeza de un paso importante y a pocas horas al sur de Geba. La Jewish Encyclopedia apoya esta teoría, sugiriendo que fue llamada con un seudónimo debido a la histórica animosidad entre judíos y samaritanos. La Jewish Encyclopedia afirma que Siquem es la única ubicación que cumple con todos los requisitos para la localización de Betulia, y añade: "La identidad de Betulia con Siquem está así fuera de toda duda". Charles Cutler Torrey señaló que la descripción del agua que se llevaba a la ciudad mediante un acueducto desde un manantial situado por encima de la ciudad, en el lado sur, es una característica que sólo puede pertenecer a Siquem.
La Catholic Encyclopedia escribe: "La ciudad estaba situada en una montaña que dominaba la llanura de Jezrael, o Esdrelón, y controlaba estrechos pasos hacia el sur (Judith 4:6–7; 6:11–13 {{{2}}}); al pie de la montaña había un manantial importante, y otros manantiales estaban en las cercanías (Judith 6:11; 7:3, 7, 12 {{{2}}}). Además, estaba dentro de líneas de sitio que atravesaban Dothain, o Dothán, hoy Tell Dothân, hacia Belthem, o Belma, sin duda la misma que el Belamon de Judith 8:3, y desde allí a Kyamon, o Chelmon, 'que se encuentra frente a Esdrelón' (Judith 7:3). Estos datos señalan un sitio en las alturas al oeste de Jenin (Engannim), entre las llanuras de Esdrelón y Dothán, donde Haraiq el-Mallah, Khirbet Sheikh Shibel y el-Bârid se encuentran cerca uno del otro. Tal sitio cumple mejor con todos los requisitos para la ubicación de Betulia.
El mosaico del Mapa de Madaba del siglo VI d. C. muestra un asentamiento llamado "Betylion" (griego Β[ΗΤ]ΥΛΙΟΝ). Muchos creen que este es Betulia, pero esto es improbable porque está ubicado mucho más al sur. En realidad, está ubicado en la frontera egipcia con la Franja de Gaza, en el moderno Sheikh Zuweid.

## Sentido religioso
El autor intenta probar, por encima de todo, la intervención de Dios en la liberación de Betulia. Dicho de otra forma, todo el libro se refiere al modo en que Dios puede utilizar un instrumento humano (Judit en este caso) para obtener el resultado perseguido.
El Libro de Judit está impregnado de legalidad y patriotismo, concentrando su atención en el drama religioso que allí se desarrolla.

## Canonicidad
Atanasio (367 d. C.) y Rufino de Aquilea (c. 400 d. C.) mencionan que Judit "mientras no es parte del Canon fue designado por los Padres para ser leído". San Agustín (c. 397) escribe en su libro Sobre la doctrina cristiana que este es un libro canónico, el papa Inocencio I (en 405) envió una carta al obispo de Toulouse citando el Libro de Judit y otros libros deuterocanónicos como parte del canon del Antiguo Testamento.
El concilio de Roma (382 d. C.), el concilio de Hipona (en 393), seguido por el concilio de Cartago (397 y 419), el concilio de Florencia (en 1442) y finalmente el concilio de Trento (en 1546) confirmó la decisión de previos concilios listando todos los libros deuterocanónicos, incluido el Libro de Judit, como libros canónicos.
El prólogo de Jerónimo al Libro de Judit, sin usar la palabra canon, menciona que el Libro de Judit fue considerado como escritura por el Primer Concilio de Nicea.

Entre los hebreos, el Libro de Judit se encuentra entre los hagiográficos... Pero como este libro se encuentra por el Concilio de Nicea como contado entre el número de las Sagradas Escrituras, acepté tu solicitud.

## Judit en la cultura y en el arte

### Pintura

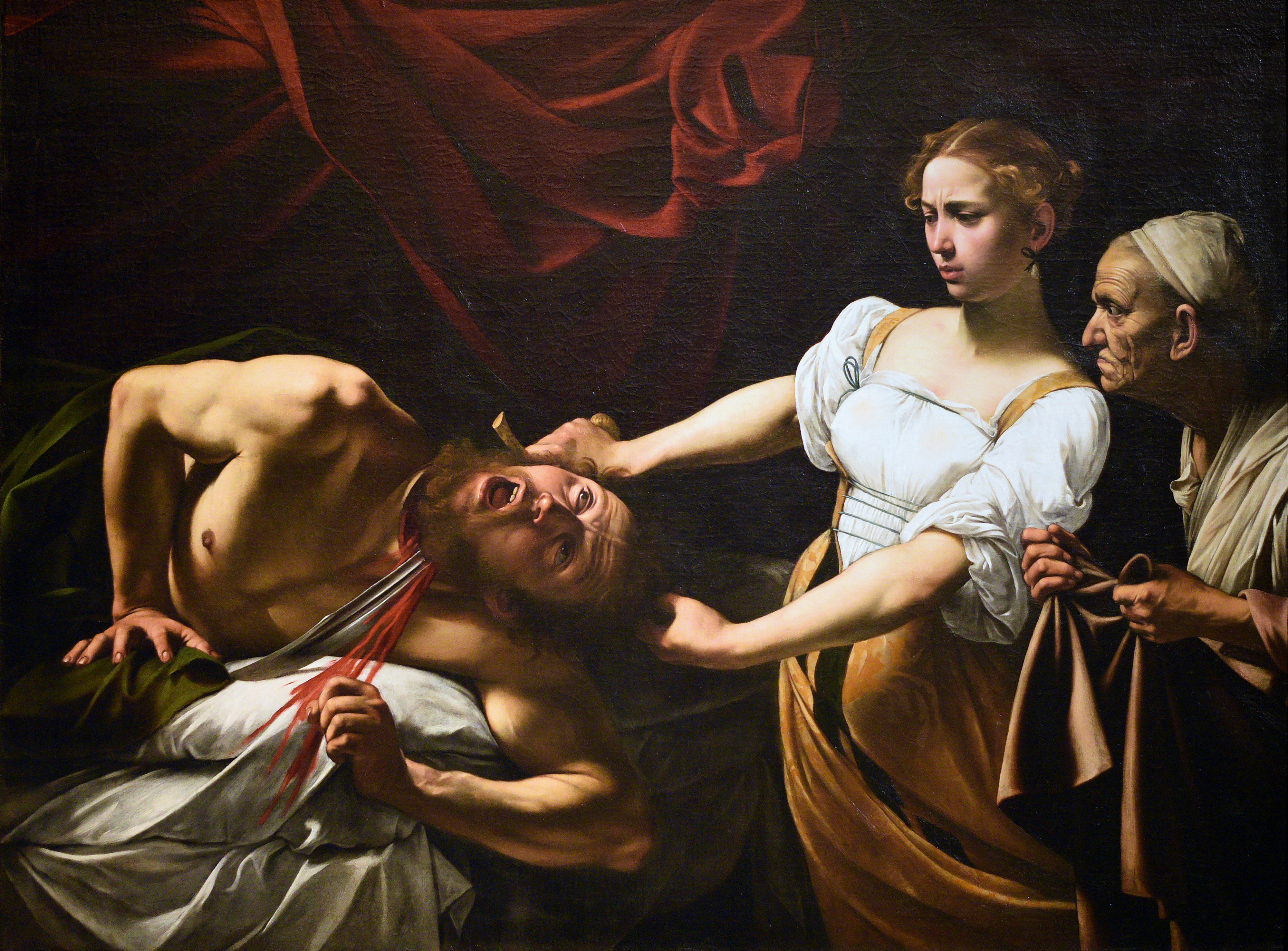
Judit y Holofernes por Caravaggio
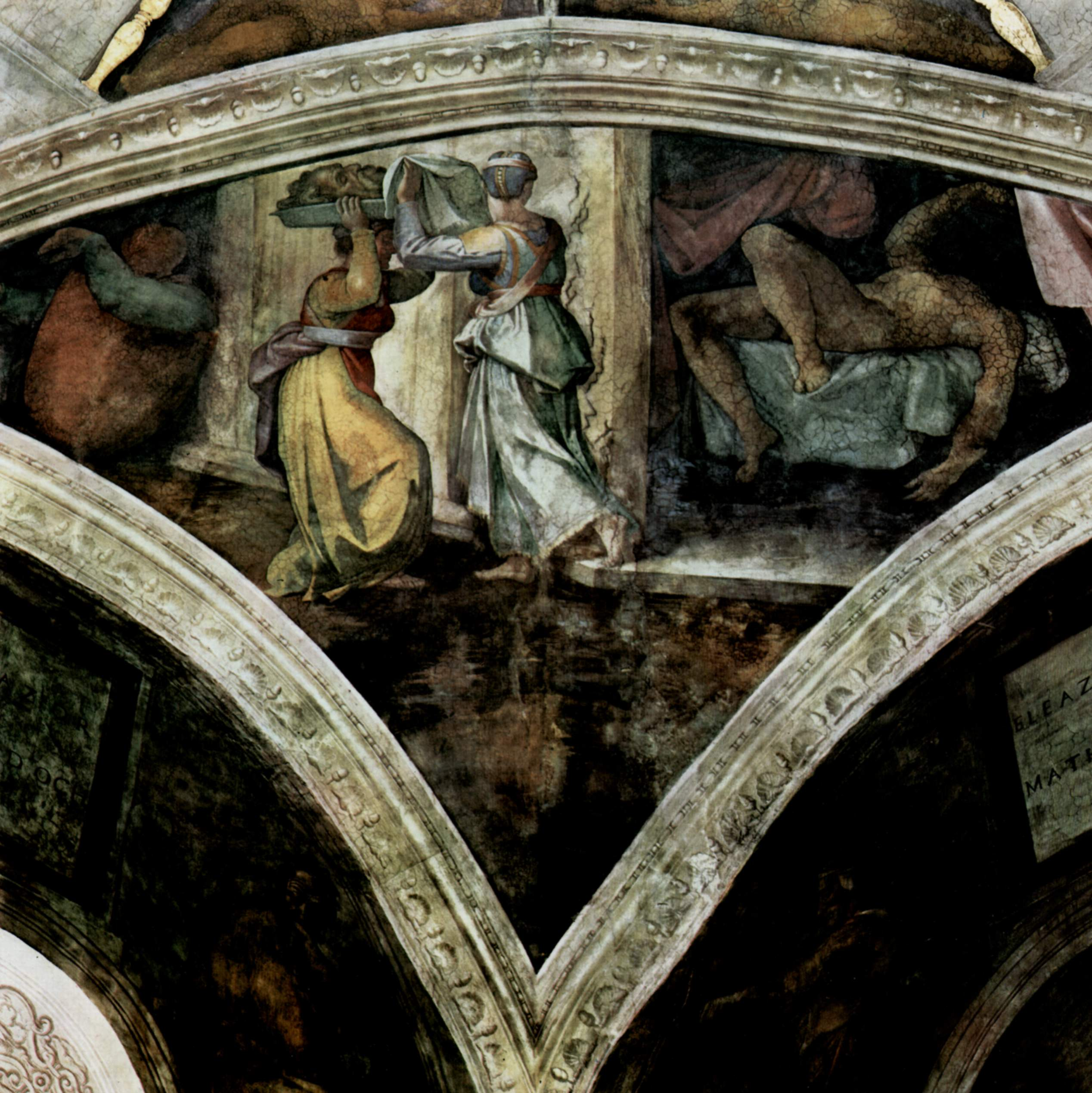
Judit llevando la cabeza de Holofernes por Miguel Ángel
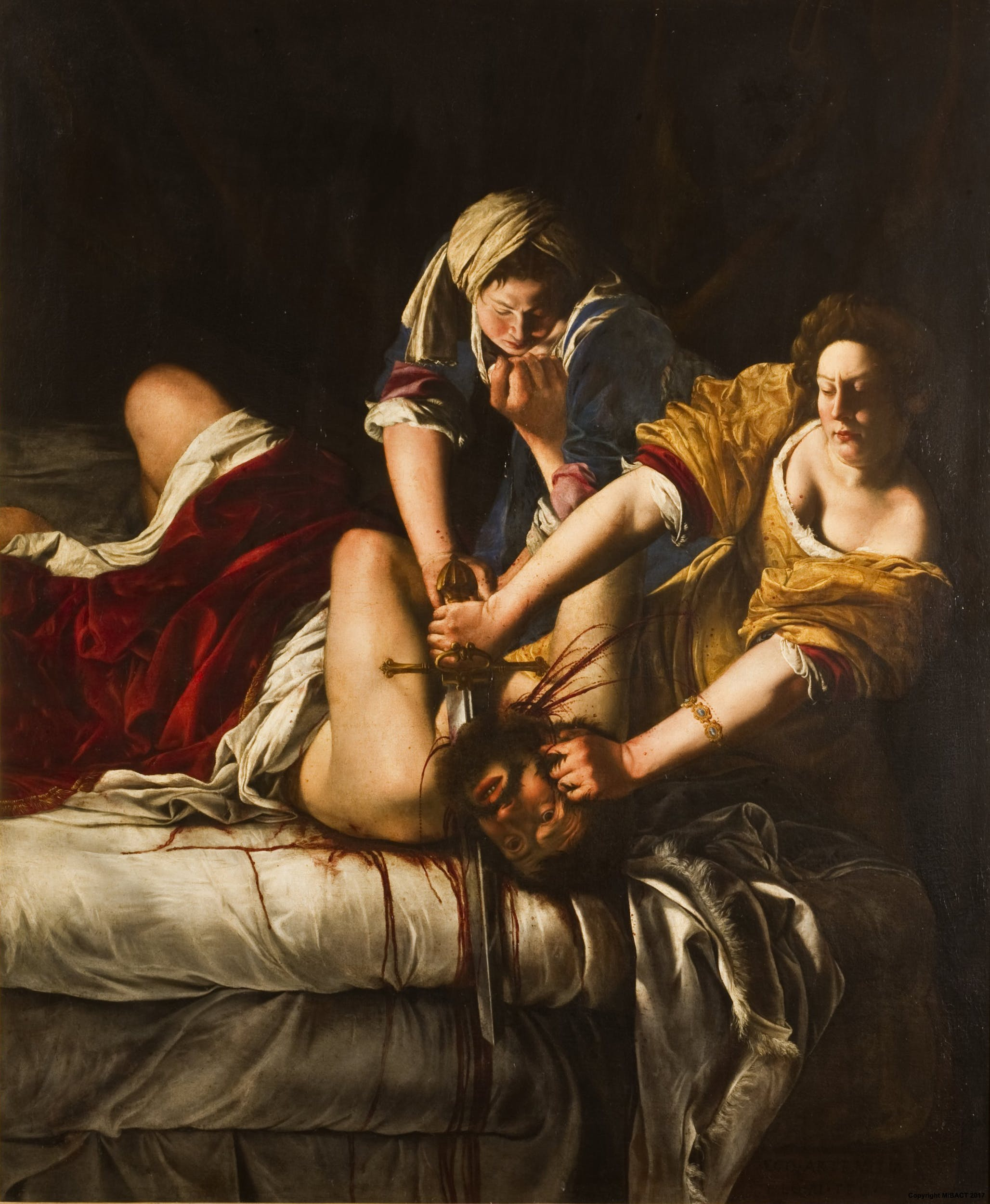
Judit decapitando a Holofernes por Artemisia Gentileschi
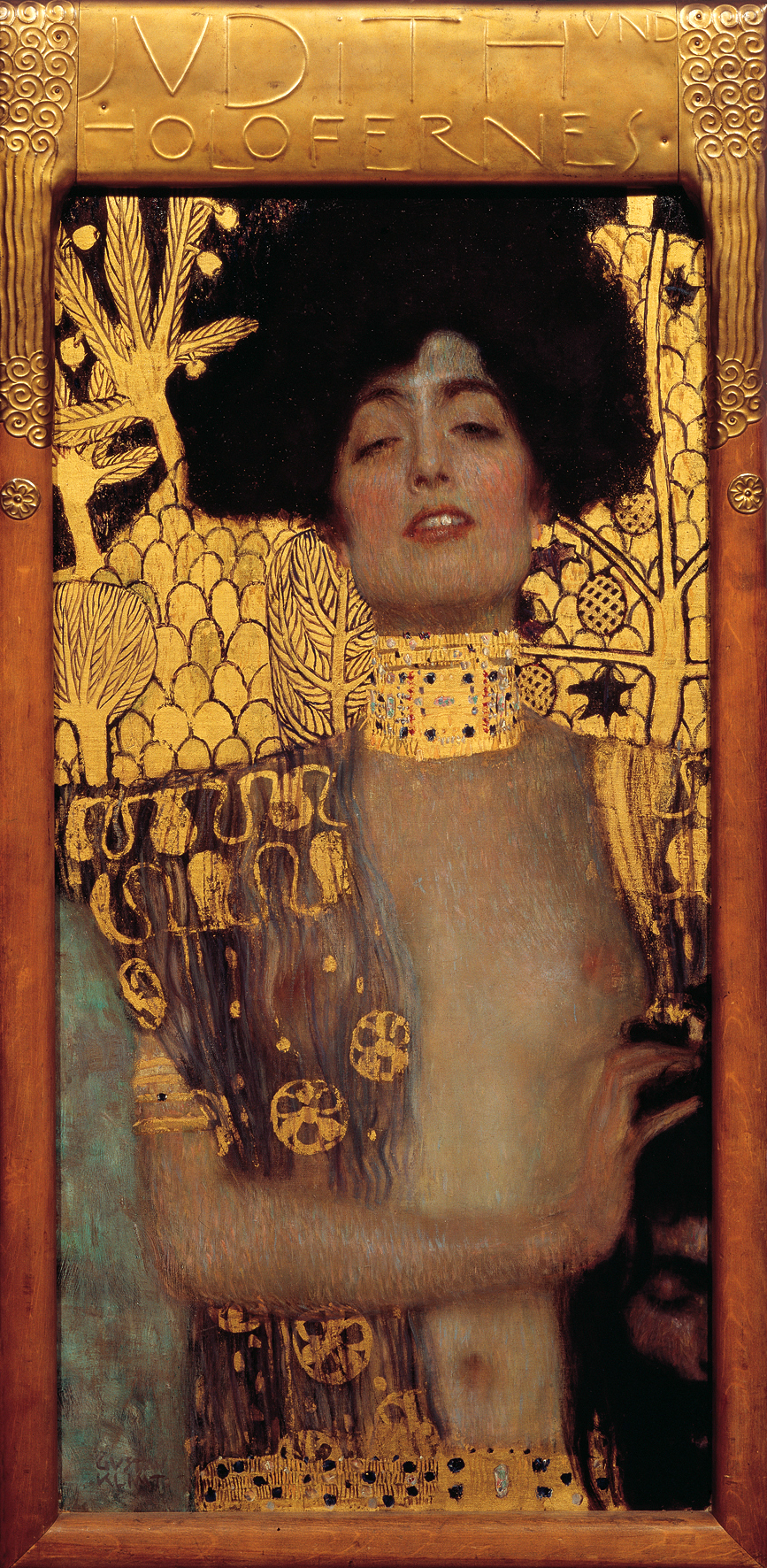
Judit I por Gustav Klimt
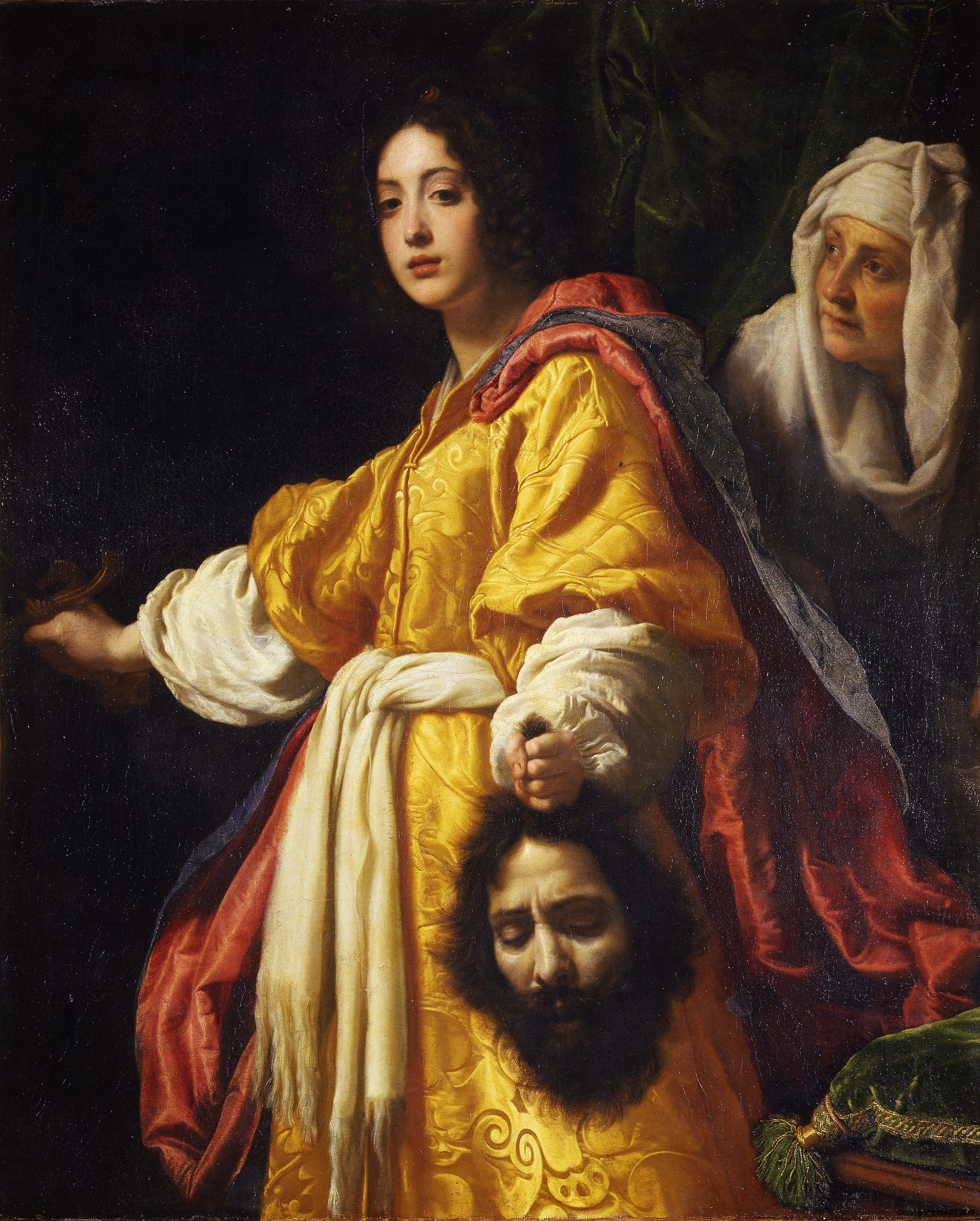
Judit con la cabeza de Holofernes, por Cristofano Allori, 1613

### Literatura
El siguiente soneto LXXVIII de Lope de Vega, incluido en Rimas Humanas (1602), se titula "Al triunfo de Judit":
Cuelga sangriento de la cama al suelo

el hombro diestro del feroz tirano,

que opuesto al muro de Betulia en vano,

despidió contra sí rayos al cielo.

Revuelto con el ansia el rojo velo

del pabellón a la siniestra mano,

descubre el espectáculo inhumano

del tronco horrible, convertido en hielo.

Vertido Baco, el fuerte arnés afea

los vasos y la mesa derribada,

duermen las guardas, que tan mal emplea;

y sobre la muralla coronada

del pueblo de Israel, la casta hebrea

con la cabeza resplandece armada.

(Poesía lírica del Siglo de Oro. Cátedra: Madrid, 2009. Páginas 268-9)
Rosario Castellanos interpreta de manera muy libre la historia bíblica de Judit en su obra de teatro homónima. Publicado en 1959 el texto de Castellanos sitúa la acción en un pueblo de la Tierra Caliente en Chiapas durante la época revolucionaria. La obra conserva características del argumento original como la viudez de Judit –provocado por ella misma en la obra–, la ciudad sitiada y el conflicto armado que sirve de telón de fondo, sin embargo, el final es radicalmente distinto en la concepción de Castellanos: Judith se niega a llevar a cabo el sacrificio que le exigen sus congéneres y prefiere «caminar entre maldiciones» antes de cometer un asesinato en nombre de Dios.

### Cine
| Año  | Película                                                 | País            | Intérprete       | Director            | Formato      |
| ---- | -------------------------------------------------------- | --------------- | ---------------- | ------------------- | ------------ |
| 1914 | Judith of Bethulia /Her Condoned Sin /Judith de Bethulia | EUA             | Blanche Sweet    | D.W. Griffith       | Mediometraje |
| 1920 | Giuditta e Oloferne                                      | Italia          | Ileana Leonidoff | Aldo Molinari       | Largometraje |
| 1929 | Giuditta e Oloferne                                      | Italia          | Jia Ruskaja      | Baldassarre Negroni | Largometraje |
| 1959 | Giuditta e Oloferne /Judith y Holofernes                 | Italia, Francia | Isabelle Corey   | Fernando Cerchio    | Largometraje |
| 1961 | Judith                                                   | Argentina       | Violeta Antier   | David Stivel        | Telefilme    |
| 1980 | Judita                                                   | Yugoslavia      | Dubravka Miletic | Marin Caricl        | Telefilme    |
| 2007 | Judith                                                   | Canadá          | Annick Fontaine  | Eric Chaussé        | Cortometraje |

### Música
- La Betulia liberata, oratorio compuesto por Wolfgang Amadeus Mozart en 1771.
- Juditha Triumphans, oratorio compuesto por Antonio Vivaldi en 1716.

## Reconocimiento
Judit forma parte de la instalación de la artista feminista Judy Chicago, The Dinner Party. Esta es una historia simbólica de la mujer en la civilización occidental que representa a 1.038 mujeres de la historia –39 de ellas están representadas por cubiertos y otras 999 en los nombres que están inscritos en The Heritage Floor sobre el que descansa la mesa–. Su juego de mesa combina símbolos de las tradiciones de Oriente Próximo con símbolos de feminidad. Históricamente, las mujeres judías utilizaban las técnicas de bordado de su país de residencia. Así, el camino evoca el elaborado tocado que tradicionalmente llevaban las novias yemeníes. Los hilos, cordones y monedas de oro sugieren la costumbre de Oriente Medio de exhibir la dote de la novia para demostrar la riqueza de su familia y su valor como mercancía.